# Kenta Yamashita
Kenta Yamashita (山下 健太, Yamashita Kenta), né le 3 août 1995 à Chiba au Japon, est un pilote automobile japonais.

## Carrière
En 2019, après de nombreuses saisons dans le championnat japonais Super GT, Kenta Yamashita intégra l'écurie danoise High Class Racing afin de participer au championnat du monde d'endurance FIA aux mains d'une Oreca 07 dans la catégorie LMP2. Il a comme copilotes l'Américain Mark Patterson et le Danois Anders Fjordbach. Cet engagement est lié au programme Toyota Gazoo Racing WEC Challenge qui, après Kamui Kobayashi et Kazuki Nakajima, prend Kenta Yamashita sous son aile pour un programme FIA WEC,.

## Galerie

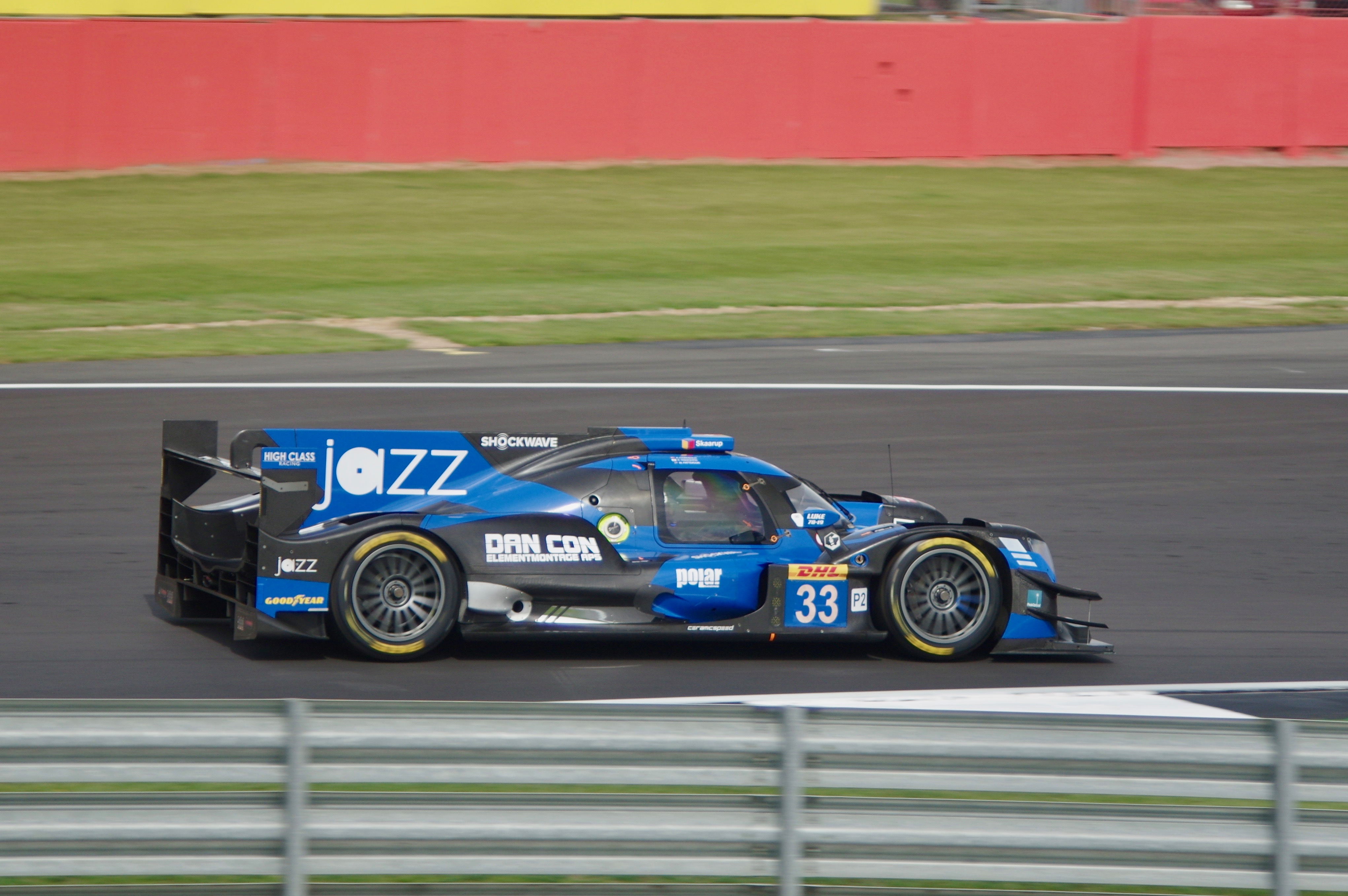
Kenta Yamashita aux 4 Heures de Silverstone en 2019.
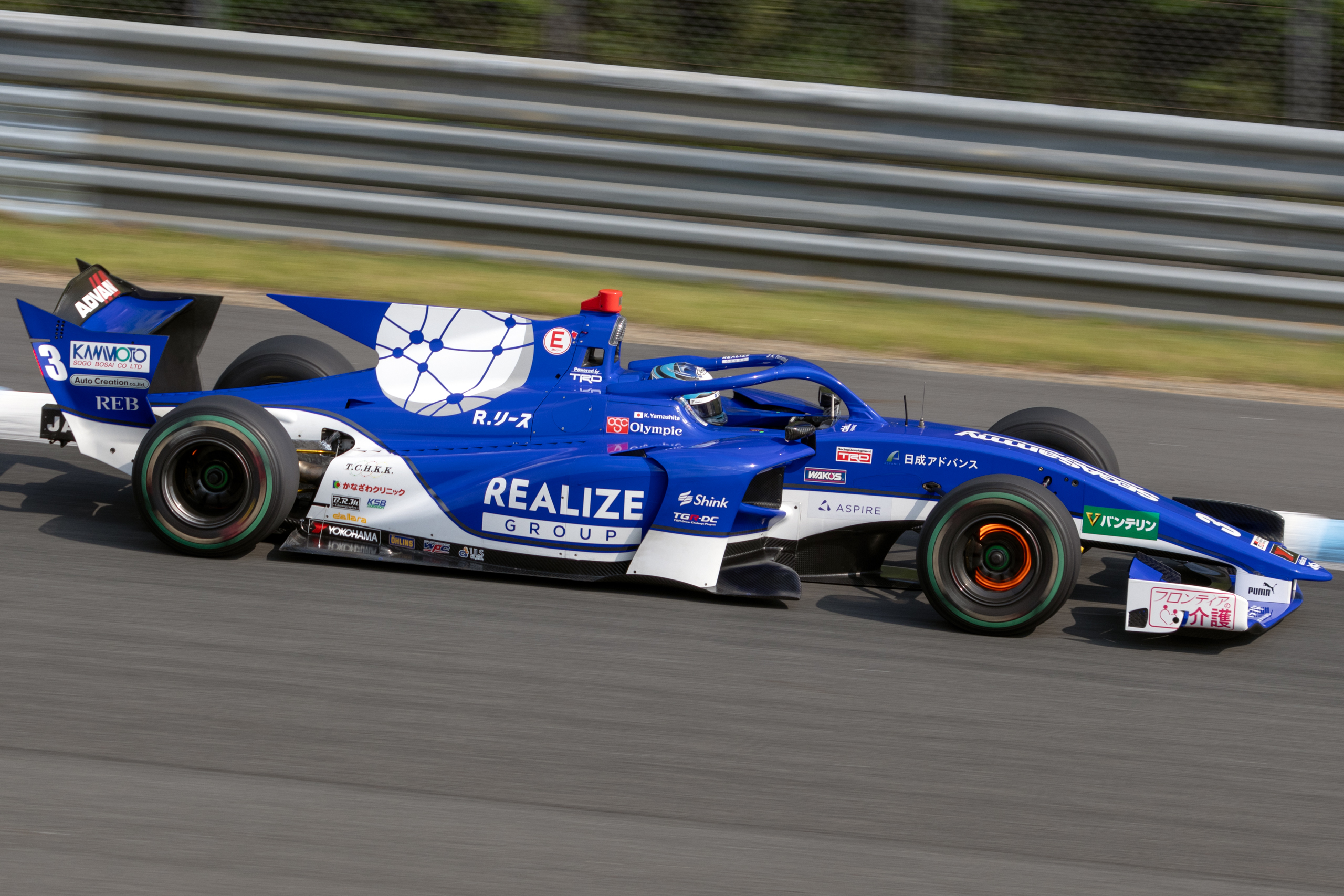
Kenta Yamashita en Super Formula sur le circuit de Motegi en 2024

## Palmarès

### Championnat du monde d'endurance FIA
(Les courses en gras indiquent la pole position) (Les courses en italiques indiquent le meilleur temps)
| Année   | Écurie            | Voiture  | Moteur                     | Classe | 1     | 2     | 3     | 4   | 5   | 6   | 7   | 8   | 9 | Position | Points |
| ------- | ----------------- | -------- | -------------------------- | ------ | ----- | ----- | ----- | --- | --- | --- | --- | --- | - | -------- | ------ |
| 2019–20 | High Class Racing | Oreca 07 | Gibson GK428 4,2 l V8 Atmo | LMP2   | SIL 7 | FUJ 4 | SHA 6 | BHR | SÃO | SEB | SPA | LMS |   | 8e*      | 26*    |

N.B. * Saison en cours. Les courses en " gras  'indiquent une pole position, les courses en "italique" indiquent le meilleur tour de course.

### Super GT
(Les courses en gras indiquent la pole position) (Les courses en italiques indiquent le meilleur temps)
| Année | Écurie                           | Voiture         | Classe | 1      | 2      | 3      | 4       | 5      | 6       | 7      | 8      | Position | Points |
| ----- | -------------------------------- | --------------- | ------ | ------ | ------ | ------ | ------- | ------ | ------- | ------ | ------ | -------- | ------ |
| 2015  | Porsche Team KTR                 | Porsche 911 GT3 | GT300  | OKA 14 | FUJ 12 | CHA 8  | FUJ Ret | SUZ 18 | SUG 17  | AUT 8  | MOT 14 | 20e      | 6      |
| 2016  | VivaC Team Tsuchiya              | Toyota 86 MC    | GT300  | OKA    | FUJ    | SUG    | FUJ     | SUZ 22 | CHA     | MOT    | MOT    | NC       | 0      |
| 2017  | VivaC Team Tsuchiya              | Toyota 86 MC    | GT300  | OKA 4  |        | AUT 1  | SUG 3   | FUJ 29 | SUZ 18  | CHA 15 | MOT 5  | 5e       | 48     |
| 2017  | Lexus Team WedsSport Bandoh (en) | Lexus LC 500    | GT500  |        | FUJ 10 |        |         |        |         |        |        | 20e      | 1      |
| 2018  | Lexus Team WedsSport Bandoh (en) | Lexus LC 500    | GT500  | OKA 9  | FUJ 12 | SUZ 13 | CHA 3   | FUJ 10 | SUG Ret | AUT 3  | MOT 5  | 11e      | 32     |
| 2019  | Lexus Team LeMans Wako's         | Lexus LC 500    | GT500  | OKA 13 | FUJ 8  | SUZ 3  | CHA 1   | FUJ 1  | AUT 6   | SUG 6  | MOT 2  | 1re      | 85     |

N.B. * Saison en cours. Les courses en " gras  'indiquent une pole position, les courses en "italique" indiquent le meilleur tour de course.